# David Cornell Leestma
David Cornell Leestma (Muskegon, Michigan, 1949. május 6. –) amerikai haditengerészeti kapitány, űrhajós.

## Életpálya
1971-ben a Légierő Akadémiáján szerzett üzemmérnöki oklevelet. 1972-ben a haditengerészet keretében repülőmérnöki oklevelet kapott. 1973-ban szerezte meg a repülőgép vezetői jogosítványt. Szolgálati repülőgépe az F–14A Tomcat  volt. Három alkalommal szolgált az USS John F. Kennedy (CV 67) repülőgép hordozó fedélzetén. 1977-től tesztpilótaként tevékenykedett, az F–14A változatainak tesztelését végezte. 3500 órát töltött a levegőben (repülő/űrrepülő).
1980. május 19-től a Lyndon B. Johnson Űrközpontban részesült űrhajóskiképzésben. Kiképzett űrhajósként az STS–51–C, valamint az STS–61–A támogató (tanácsadó, problémamegoldó) csapatának tagja. Három űrszolgálata alatt összesen 22 napot, 4 órát és 22 percet (532 óra) töltött a világűrben. Egy űrsétát teljesített, összesen 3 óra 29 percet töltött az űrrepülőgépen kívül.
Űrhajós pályafutását 1992 decemberében fejezte be. Az Űrhajózási Iroda helyettes-igazgatója lett, egyben a Johnson Space Center (JSC) Aircraft Operations igazgatója. Vezetői időszakában sikeresen teljesítettek 41 űrrepülőgép (önálló) és 7 Mir küldetést. 2001-től az űrrepülőgép (minden irányú) programjától a Nemzetközi Űrállomás (ISS) támogatásáig felelős vezető..

## Űrrepülések
- STS–41–G, Challenger űrrepülőgép 6. repülésének küldetés specialista. Egy műholdat állítottak pályairányba. Fílmre vették a teljes szolgálatot, amiből dokumentumfilm készült. Egy űrszolgálata alatt összesen 8 napot, 5 órát, 23 percet és 33 másodpercet (197 óra) töltött a világűrben. 5 293 847 kilométert (3 289 444 mérföldet) repült, 133 alkalommal kerülte meg a Földet.
- STS–28, a Columbia űrrepülőgép 8. repülésének küldetés specialista. Az Amerikai Védelmi Minisztérium megbízásából negyedszer indított Space Shuttle repülés. Egy űrszolgálata alatt összesen 5 napot, 1 órát és 00 percet (121 óra) töltött a világűrben. 3 400 000 kilométert (2 100 000 mérföldet) repült, 81 kerülte meg a Földet.
- STS–45, az Atlantis űrrepülőgép 11. repülésének küldetés specialista. Az ATLAS–1 laboratórium 12 kísérletét teljesítették. Egy űrszolgálata alatt összesen 8 napot, 22 órát és 9 percet (214 óra) töltött a világűrben. 5 211 340 kilométert (3 238 180 mérföldet) repült, 143 kerülte meg a Földet.